# Sotin
Sotin – wieś w Chorwacji, w żupanii vukowarsko-srijemskiej, w mieście Vukovar. W 2011 roku liczyła 782 mieszkańców.